# Vince Masuka
Vincent « Vince » Masuka, ou Masuoka dans la série littéraire de Jeff Lindsay, est un personnage de la série télévisée  Dexter. Il est interprété par l'acteur coréano-américain C. S. Lee. Masuka est le spécialiste en criminalistique du département homicide de la police de Miami. Il travaille au côté de Dexter Morgan au laboratoire et sur les scènes de crimes. Alex Shimizu reprend le rôle dans la série préquelle Dexter : Les Origines.

## Biographie

### Saison 1
Il fait toujours des sous-entendus grivois avec les autres membres de l'équipe et invoque ses origines japonaises uniquement quand cela l'arrange. Il a des sentiments toujours refoulés envers Debra. Tout le long de la saison lorsqu'il est sur une scène de crime il sort des blagues bien vulgaires à part quand Angel vient de se faire poignarder.

### Saison 2
Vince découvre une piste importante lorsqu'il trouve des résidus d'algues dans les sacs poubelles ou le boucher de Bay Harbor met ses victimes ce qui permet à l'équipe de trouver où le tueur/Dexter jette ces sacs. Frank Lundy préfère travailler avec Dexter car il a beaucoup de mal avec les blagues sexuelles de son collègue. 

### Saison 3
Vince est très heureux d'avoir un article dans un prestigieux magazine scientifique. Il en offrit un exemplaire à chaque membre de l'équipe et les invitera a assister aux discours de remerciement mais aucun de ses amis ne vient. Blessé et sous les conseils de Quinn il décidera de s'habiller en costume et arrêter ses blagues salaces. Il revient à sa propre personnalité lorsqu'il vit que ses amis le considérait comme le meilleur et tenait à lui. En organisant l'enterrement de vie de garçon de Dexter, il rencontrera Tammy et entamera une relation amoureuse avec elle.

### Saison 4
Lors du repas de Thanksgiving, Vince est témoin du baiser entre Rita et son voisin et ne sait pas comment se comporter avec Dexter. Il finira par lui avouer mais Rita l'avait déjà fait.  

### Saison 5
Il apprend la mort de Rita et se retrouve sur les lieux. Il fera part du baiser entre Rita et son voisin à Quinn ce qui ravira ses soupçons envers Dexter. Il assistera à l'enterrement. Lors d'une enquête on découvrira qu'il a un énorme tatouage sur le dos : une femme sur un dragon.

### Saison 6
Vince a plusieurs internes avec qui il travaille et devra en choisir un ou une. Vince choisira une jeune femme interne, Ryan Chambers et tente de la séduire. Mais la jeune interne le manipule pour vendre la main du mannequin du tueur de glace. Vince s'en aperçoit et la renvoie. Il engagera par la suite Louis un pur geek qui le couvrira pour l'histoire avec la main du tueur de glace.

### Saison 7
Vince continue de travailler avec Louis jusqu'à ce que Dexter le manipule pour qu'il le renvoie. 

### Saison 8
Vince découvrira qu'il a une fille appelé Nicky. Il tente de l'aider étant un nouveau père pour elle. 